# اویهوت (واشینگتن)
اویهوت (به انگلیسی: Oyehut) یک منطقهٔ مسکونی در ایالات متحده آمریکا است که در شهرستان گریز هاربر، واشینگتن واقع شده است. اویهوت ۱٫۵۹ کیلومتر مربع مساحت و ۸۵ نفر جمعیت دارد و ۴٫۵۷ متر بالاتر از سطح دریا قرار دارد.